# Josée Lake
Pour les articles homonymes, voir Lake.
Josée Lake, née le 16 septembre 1963 est une nageuse paralympique québécoise médaillée d'or et survivante de la thalidomide. Elle est présidente de l'Association canadienne des victimes de la thalidomide en 2019.

## Vie personnelle
Lake est née à Montréal, dans le quartier Villeray, le 16 septembre 1963. Elle n'a pas de main droite ni de pied droit, et son pied gauche n'a pas de voûte plantaire et seulement trois orteils. Après sa carrière de nageuse, elle travaille comme travailleuse sociale dans le domaine de la prévention du suicide. Elle a trois enfants.

## Carrière en natation
Lake commence à apprendre à nager à l'âge de cinq ans, devant parcourir de longues distances pour trouver des cours qui acceptent un enfant en situation de handicap.
Aux Jeux paralympiques d'été de 1980, elle remporte l'or dans les épreuves suivantes : 50 m dos femmes J, 50 m brasse femmes J et 50 m nage libre femmes J.
Aux Jeux paralympiques d'été de 1984, elle remporte l'or dans les épreuves suivantes : 100 m nage libre femmes A9, 50 m dos femmes A9, 50 m brasse femmes A9 et 150 m quatre nages individuel femmes A9.
Elle prend sa retraite de la natation en 1986.
En 2012, elle est intronisée au Cercle d'excellence de Natation Canada, un honneur décerné aux « plus grands nageurs canadiens de tous les temps ».

## Thalidomide
En 2014, lors de la campage Right the wrong, Lake va témoigner à la Chambre des communes du Canada,, ce qui mènera à l'adoption d'une motion unanime des députés pour supporter les victimes de la thalidomide. En 2015, une aide financière du gouvernement du Canada est accordée pour toutes les victimes.
En 2019, Lake devient présidente de l'Association des victimes de la thalidomide au Canada, un groupe de personnes souffrant des effets du médicament thalidomide qui a été administré à des femmes enceintes et a causé des malformations congénitales. Elle déclare espérer que « l'ACVT continue d’utiliser sa voix pour promouvoir la pharmacovigilance, afin que la tragédie de la thalidomide ne sombre pas dans l’oubli. Je crois qu’en partageant notre histoire à nous, survivantes et survivants de la thalidomide, l’ACVT peut contribuer à faire de notre monde un endroit plus sûr pour les enfants à naître. ».